# 妻と女秘書
『妻と女秘書』（つまとおんなひしょ、原題・英語: Wife vs. Secretary）は、1936年に製作・公開されたアメリカ合衆国の映画である。

## 概要
フェイス・ボールドウィンの小説に基づき、クラレンス・ブラウンが監督、クラーク・ゲーブルとジーン・ハーロウ、マーナ・ロイが主演した。

## ストーリー
高級雑誌発行者のヴァン・スタンホープと妻のリンダは結婚3周年を迎えている。彼らはとても愛し合っており、あらゆる面でそのことを示している。しかし、ヴァンの母親は、ヴァンの秘書である美しく聡明なヘレン・“ホワイティ”・ウィルソンが、ヴァンにとって誘惑が大き過ぎる存在だと考えている。リンダは、夫を心から信頼しており、そのことは夫との関係の象徴であり、他人からの羨望を集めるものであることから、義母や友人たちが言うことに耳を貸さない。
一方、ホワイティの恋人デイブは、ある夜の夕食中にヴァンからホワイティに電話があり、彼女が全てを放り出して、直ちにヴァンのところに馳せ参じたことから、彼女にイライラさせられる。デイブは彼女に結婚を申し込むが、彼女は拒否し、益々仕事に没頭してしまう。
ヴァンは読者層を広げるためにJ.D.アンダーウッドによる人気週刊誌を手に入れることを強く願っている。自社の最大の競争相手に出し抜かれないように買収工作は極秘にされ、ホワイティのみが知ることを許される。
ヴァンがアンダーウッドとの面会から戻ってきて、その日はクラブで過ごしたという方便の嘘をリンダに言うが、リンダは偶然、ヴァンはクラブには行っておらず、一部の時間をホワイティと過ごしていたことを知る（ホワイティは買収の準備を手伝っただけだったのだが）。会社のスケートパーティーで、リンダは体調が悪くてスケートが出来なかったが、ヴァンとホワイティは一緒に楽しんでいる。一方、リンダは噂好きの或る社員の夫人から間違った噂を耳にする。リンダが誰であるかを知らないその夫人は、リンダが更に怖れ嫉妬するような内容の話をする。帰りの車中でヴァンは、ホワイティを社内の別の部門で昇進させる案を却下したことを明かし、ホワイティは自分にとって価値がある人材だと説明する。リンダは彼に同意するよう懇願するが、彼は拒否し口論になり、彼女は怒り傷つきながら家に入る。不本意なヴァンは家に入らずクラブに向かう。
彼女は折れて、クラブにいるヴァンに電話をかける。ヴァンは喜んで急いで家に帰る。
ヴァンはリンダにカリブ海へ一緒に旅行する約束をするが、大規模な買収の秘密を守るため、日程については未定だ。会社のトップが病気になり、ヴァンはハバナで開催される大規模な業界会議に代理として出席することを余儀なくされる。彼は、その出張が仕事だけであって遊ぶ時間は無いことを知っているので、約束した島での休暇の代わりとして自分も行きたいというリンダの依頼を断る。
会議の初日、ホワイティは、ヴァンのライバル社もアンダーウッドの買収を計画しており、アンダーウッドは、両者を天秤にかけてより有利な条件を引き出そうとしていることを知る。彼女はヴァンにそのことを伝えると、彼は、機先を制するため、買収契約書の案を早急に作り上げるのを手伝って貰うために、彼女に次の飛行機でハバナに来るように指示する。
2人は長時間の作業に入る。秘密の仕事に熱中したヴァンは、傷心の妻に約束した電話をかけることを怠ってしまい、一方、ホワイティはヴァンへの片思いが益々募る。
ヴァンは買収を成功させ、ホワイティと祝杯を上げながら酔いつぶれる。彼は彼女にうっとりするような魅力を感じ始め、彼女も益々ヴァンに惹かれていく。2人が一線を越える前にリンダが電話をかけて来る。午前2時にホワイティがヴァンの部屋の電話に出てしまう。最悪の事態を想定したリンダは電話を切る。罪悪感を感じた2人は別々に床につく。
限界を超えたリンダは離婚を申請し、ヴァンの説明や懇願を全て拒否する。彼の絶望は孤独に変わり、頭をすっきりさせるためにホワイティをバミューダへの旅行に招待する。彼女は同意するが、良識を発揮して、リンダのヨーロッパ行きの船が出港する前にリンダに急いで会いに行く。ホワイティは、それまでは彼女とヴァンの間は本当に全てが仕事だったが、それは変わりつつあると言う。リンダはホワイティの説明を信じることを拒否する。ホワイティは、信じないのは愚かだが、自分はヴァンを捕まえて、リンダはもう彼を取り戻すことは出来ないことになるので、信じないことを願っていると言う。
その後、ヴァンの執務室で、ヴァンはホワイティに話をしているが、彼女は上の空である。リンダが、他人に自分たちの完璧な結婚生活を台無しにされるところだったと言いながら現れる。ヴァンは喜ぶ。ホワイティは静かに立ち去り、デイブが彼女を待っていることに気づき、彼らは仲直りし、お互いに近付いていく。

## キャスト
- ヴァン：クラーク・ゲーブル
- ホワイティ（ヴァンの秘書）：ジーン・ハーロウ
- リンダ（ヴァンの妻）：マーナ・ロイ
- ミミ（ヴァンの母）：メイ・ロブソン
- デイヴ（ホワイティの恋人）：ジェームズ・ステュアート

## スタッフ
- 監督：クラレンス・ブラウン
- 製作：クラレンス・ブラウン、ハント・ストロンバーグ
- 脚本：ノーマン・クラスナー、ジョン・リー・メイヒン、アリス・デュア・ミラー
- 音楽：ハーバート・ストサート、エドワード・ウォード
- 撮影：レイ・ジューン
- 編集：フランク・E・ハル
- 美術：セドリック・ギボンズ
- 衣裳：ドリー・ツリー、エイドリアン（クレジットなし）
- 録音：ダグラス・シアラー